# 1032

## Události
- 2. února – Konrád II., císař Svaté říše římské se stal králem burgundským.
- Založen Sázavský klášter.
- Koper získal od Konráda II. městská práva.
- Basilej se stala říšským městem.

## Narození
- 16. února – Jing-cung (Sung), vládce čínské říše Sung († 25. ledna 1067)

## Úmrtí
- Jan XIX., papež (* ?)
- Bezprym, polský kníže (* 986/987)

## Hlavy států
- České knížectví – Oldřich
- Svatá říše římská – Konrád II.
- Papež – Jan XIX. – Benedikt IX.
- Galicijské království – Bermudo II.
- Leonské království – Bermudo III.
- Kastilské království – Sancho I.
- Navarrské království – Sancho III. Veliký
- Barcelonské hrabství – Berenguer Ramon I. Křivý
- Hrabství toulouské – Guillaume III.
- Burgundské království – Rudolf III.
- Lotrinské vévodství – Fridrich III. Barský / Gotzelo I. Dolnolotrinský
- Francouzské království – Jindřich I.
- Anglické království – Knut Veliký
- Dánské království – Knut Veliký
- Norské království – Knut Veliký (místodržící Svein Knutsson Alfivason)
- Švédské království – Jakob Anund
- Polské království – Bezprym – Měšek II. Lambert
- Uherské království – Štěpán I. Svatý
- Byzantská říše – Romanos III. Argyros
- Kyjevská Rus – Jaroslav Moudrý